# Балыктыколь (озеро)
Балыктыколь (каз. Балықтыкөл) — озеро в Мендыкаринском районе Костанайской области Казахстана. Находится к юго-западу от села Балыкты.
По данным топографической съёмки 1958 года, площадь поверхности озера составляет 1,42 км². Наибольшая длина озера — 1,4 км, наибольшая ширина — 1,3 км. Длина береговой линии составляет 4,8 км, развитие береговой линии — 1,13. Озеро расположено на высоте 90,7 м над уровнем моря.